# Episodi di Friday Night Lights (seconda stagione)
La seconda stagione della serie televisiva Friday Night Lights è andata in onda negli Stati Uniti dal 12 ottobre 2007 all'8 febbraio 2008 su NBC.
In Italia, la seconda stagione è andata in onda, in anteprima esclusiva, sul canale digitale terrestre a pagamento Joi dal 28 agosto al 16 ottobre 2009 ogni venerdì alle 21.00 con un doppio episodio settimanale.
In chiaro la stagione è andata in onda dal 26 dicembre 2009 al 6 febbraio 2010 sul canale digitale terrestre gratuito Rai 4 ogni sabato alle 17.00 circa con un doppio episodio settimanale.
| nº | Titolo originale                | Titolo italiano                  | Prima TV USA     | Prima TV Italia   |
| -- | ------------------------------- | -------------------------------- | ---------------- | ----------------- |
| 1  | Last Days of Summer             | Ultimi giorni d'estate           | 5 ottobre 2007   | 28 agosto 2009    |
| 2  | Bad Ideas                       | Pessime idee                     | 12 ottobre 2007  | 28 agosto 2009    |
| 3  | Are You Ready for Friday Night? | Scelte difficili                 | 19 ottobre 2007  | 4 settembre 2009  |
| 4  | Backfire                        | Nuove speranze                   | 26 ottobre 2007  | 4 settembre 2009  |
| 5  | Let's Get It On                 | Un'occasione da prendere al volo | 2 novembre 2007  | 11 settembre 2009 |
| 6  | How Did I Get Here?             | Come sono finito qui?            | 9 novembre 2007  | 11 settembre 2009 |
| 7  | Pantherama!                     | Pantherama                       | 16 novembre 2007 | 18 settembre 2009 |
| 8  | Seeing Other People             | Sui propri passi                 | 30 novembre 2007 | 18 settembre 2009 |
| 9  | The Confession                  | Un'occasione per tutti           | 7 dicembre 2007  | 25 settembre 2009 |
| 10 | There Goes The Neighborhood     | Ospiti graditi                   | 4 gennaio 2008   | 25 settembre 2009 |
| 11 | Jumping the Gun                 | Falsa partenza                   | 11 gennaio 2008  | 2 ottobre 2009    |
| 12 | Who Do You Think You Are?       | Nuove compagnie                  | 18 gennaio 2008  | 2 ottobre 2009    |
| 13 | Humble Pie                      | A testa alta                     | 25 gennaio 2008  | 9 ottobre 2009    |
| 14 | Leave No One Behind             | Il cuore in campo                | 1º febbraio 2008 | 9 ottobre 2009    |
| 15 | May The Best Man Win            | Il futuro in gioco               | 8 febbraio 2008  | 16 ottobre 2009   |